# Teatro de Carnide
O Teatro de Carnide (TC) é uma organização sem fins lucrativos localizado na cidade de Lisboa, é considerado um dos teatros amadores mais antigos de Portugal.

## Origem
Nasceu da fusão da Sociedade Dramática de Carnide, fundada em 28 de junho de 1913, com o Grupo de Teatro de Carnide, fundado em 1953. O seu grande impulsionador foi Bento Martins, que encenou neste palco, autores como Shakespeare, Luís Stau Monteiro, Bernardo Santareno ou Steinbeck, transformando Carnide numa referência cultural da cidade de Lisboa. É responsável pela organização da marcha de Carnide, e mantém um protocolo de parceria com a Junta de Freguesia, numa relação privilegiada em que se promove a cultura e a dinamização desta freguesia de Lisboa.

## Espectáculos apresentados
| Ano  | Titulo - Autor | Encenação                       | Atores |
| ---- | --- | ------------------------------- | --- |
| 1963 | Filho Pródigo – João da Câmara | Bento Martins                   | |
| 1964 | O Prato de Dia – texto colectivo                                                                                                  | Colectiva                       | |
| 1964 | O Lobo do Povoado – Sabino de Sousa                                                                                               | Bento Martins                   | |
| 1965 | Tio Pancrácio | Bento Martins                   | |
| 1972 | A Forja – Alves Redol | Bento Martins                   | |
| 1978 | Todos os Anos Pela Primavera – Luís de Sttau Monteiro                                                                             | Bento Martins                   | |
| 1990 | Divinas Palavras – Ramon del Valle Inclan                                                                                         | Bento Martins                   | |
| 1991 | Maria Rapaz – Silvia Tavares, Xavier de Magalhães e Lourenço Rodrigues                                                            | Bento Martins                   | |
| 1991 | D. Sebastião de Portugal ou o Capitão de Deus – Paul Dresse                                                                       | Bento Martins                   | |
| 1992 | O Outro Paraíso – adaptação de “Saudade do Paraíso” de Ivette Centeno                                                             | João Ricardo e José Boavida     | |
| 1992 | O Padre António – Ernesto Rodrigues e Xavier Marques                                                                              | Bento Martins                   | |
| 1993 | O Tio Maravilhas – Orlando Neves                                                                                                  | José Baioa                      | |
| 1994 | Está Lá ? - André Brun | José Boavida                    | |
| 1994 | Clitemnestra ou o Crime – Margherite Yoursenar                                                                                    | João Ricardo                    | |
| 1994 | Senhora da Luz – Pedro Castro | Paulo Ferreira e Carmen Marques | |
| 1994 | O Dragão Cor de Framboesa – Georg Bydlinski                                                                                       | João Ricardo                    | |
| 1995 | O Paraíso – Miguel Torga | Mário Nunes                     | |
| 1996 | Senhora da Luz – Pedro Castro Co-produção com a Paróquia e Junta de Freguesia de Carnide                                          | Paulo Ferreira                  | |
| 1996 | O Teatro – Emma Santos | Francisco Soeiro                | |
| 1998 | A Noite e Depois da Noite o Quê? – José Saramago e Jaime Rocha Produzido pela Junta de Freguesia de Carnide com a colaboração GTC | Paulo Ferreira                  | |
| 1998 | Cheque Mate – Paulo Ferreira | Paulo Ferreira                  | |
| 1998 | Cartucho de Sonhos – Paulo Ferreira Produzido pela Junta de Freguesia de Carnide com a colaboração GTC                            | Paulo Ferreira                  | |
| 1999 | Estrelas no Céu da Manhã – Aleksandr Galine                                                                                       | José Baioa                      | |
| 1999 | O Dia Em Que Troquei o Meu Pai Por Dois Peixinhos – Neil Gaiman Reposição com o apoio do grupo “Fábrica de Peças”                 | João Ricardo                    | |
| 1999 | Eu...!? – adaptação do texto “As Vedetas” de Lucien Lambert                                                                       | Ricardo Gageiro                 | |
| 2000 | Francisco – Virgílio Almeida Co-produção com a Paróquia e Junta de Freguesia de Carnide                                           | Paulo Ferreira                  | |
| 2001 | O Grão de Areia – Paulo Ferreira Co-produção com a Junta de Freguesia de Carnide                                                  | Paulo Ferreira                  | |
| 2001 | A Morte Tinha Saltos Altos – Paulo Ferreira Co-produção com Junta de Freguesia de Carnide                                         | Paulo Ferreira                  | Júlia Martins, Catarina Peres, Renata Rosário, Teresa Santos, Conceição Loureiro, Maria Vilar, Graça Rego e Mónica Diogenes |
| 2002 | Ardente Paciência – António Skármeta                                                                                              | José Baioa                      | |
| 2002 | O Baú – Paulo Ferreira | Paulo Ferreira                  | Ana Ramos, Catarina Tito, João Gualdino e Pedro Caseiro                                                                     |
| 2003 | Separações – Ever Blanchet | Paulo Ferreira                  | |
| 2005 | Última Pirueta – autor desconhecido                                                                                               | João Ricardo                    | |
| 2004 | A Boda – Betrol Brecht | Ricardo Gageiro                 | |
| 2005 | Afonso Faz Birras – autor desconhecido Co-produção com a Associação Tenda                                                         | Isabel Moes                     | |
| 2007 | 2007 Os Velhos Não Devem Namorar – autor desconhecido                                                                             | João Ricardo                    | |

## Liga'c~oes externas
- «Carnide e as práticas culturais.O Teatro como estudo de caso.» (PDF)